# Maciste alla corte dello Zar
Maciste alla corte dello Zar è un film del 1964 diretto da Tanio Boccia. È un peplum con elementi fantascientifici.

## Trama
Ai confini dell'Asia centrale, le terre sono sotto il dominio del potente e crudele Zar Nicola. Una spedizione scientifica scopre un sepolcro contenente un sarcofago. Aperto il sarcofago gli scienziati trovano il corpo di un uomo dotato di grande muscolatura. Esposto al sole il corpo di Maciste si rianima e dimostra agli scopritori la sua immensa forza. Lo Zar viene messo al corrente della scoperta e decide di sfruttare le capacità dell'eroe per il proprio tornaconto personale. Mentre Maciste è sotto il comando dello Zar conosce Sonia, una ragazza molto bella di cui si innamora e da cui è ricambiato; grazie a lei Maciste capisce la vera natura malvagia dello Zar, che temendo la sua ira lo fa imprigionare. Maciste riuscirà ad evadere e a sgominare le armate dello Zar, arrivando fino al sovrano per destituirlo.

## Produzione
Kirk Morris, che interpreta Maciste, è il nome d'arte del veneziano Adriano Bellini.

## Critica
(Fantafilm)